# Felix Koch (Dirigent)
Felix Koch (* 1969 in Saarbrücken) ist ein deutscher Dirigent, Cellist und Professor für Alte Musik und Musikvermittlung.

## Leben und Werk
Felix Koch, in Saarbrücken geboren, studierte Orchestermusik und Alte Musik an den Musikhochschulen in Mannheim, Karlsruhe und Frankfurt am Main. Zu seinen Lehrern zählten Rolf Dommisch, Ulrich Voss, Michael Flaksman, Martin Ostertag, Rainer Zipperling und Michael Schneider. Parallel zu seiner künstlerischen Ausbildung absolvierte er ein Lehramtsstudium mit erstem und zweitem Staatsexamen sowie ein Studium der Musikpädagogik an der Johann Wolfgang Goethe-Universität Frankfurt am Main bei Hans Günther Bastian.
Als Solist und Kammermusiker ist Felix Koch Preisträger zahlreicher Wettbewerbe und Stipendiat renommierter Förderinstitutionen. Er war mit seinen Ensembles, als Orchestermusiker sowie als Dirigent neben Rundfunk und CD-Produktionen bei bedeutenden europäischen Festivals und Musikzentren zu Gast (u. a. Schleswig-Holstein Musik Festival, Rheingau Musik Festival, Bachfest Leipzig, Magdeburger Telemann-Festtage, Resonanzen Wien, Lucerne Festival, Alte Oper Frankfurt, Berliner Philharmonie). Darüber hinaus erhielt er Konzerteinladungen nach Russland, Südafrika, Brüssel, Turin, Mailand und New York.
Er spielte unter Dirigenten wie Ton Koopman, Masaaki Suzuki, Konrad Junghänel, Wolfgang Katschner und Michael Hofstetter und konzertierte u. a. mit Andreas Scholl, Elisabeth Scholl, Klaus Mertens, Gotthold Schwarz, Petra Müllejans und Kristin von der Goltz.
Nach langjähriger Mitgliedschaft im Ensemble Concertino Saarbrücken gründete er 1999 mit Wiebke Weidanz und Sabine Ambos das Ensemble Mediolanum und mit Barbara Mauch-Heinke und Markus Stein 2007 das Barockorchester Neumeyer Consort.
Felix Koch ist Mitglied der Fritz Neumeyer-Akademie für Alte Musik im Saarland und initiierte 2001 das Festival „Tage Alter Musik im Saarland (TAMIS)“, dessen Leitung er bis 2007 innehatte. 2008 übernahm er die künstlerische Leitung der Kaisersaalkonzerte des „Forum Alte Musik Frankfurt am Main“ und ist seit 2019 musikalischer Direktor des Alte-Musik Festivals „Internationale Musiktage Wörrstädter Land“.
Felix Koch wurde als Dozent für Historische Aufführungspraxis zu Kursen und Vorträgen u. a. an die Musikhochschulen Frankfurt, Mannheim, Saarbrücken, zum Schleswig - Holstein Musik - Festival Orchester sowie als Dirigent zum Staatsorchester Rheinische Philharmonie und dem Kurpfälzischen Kammerorchester Mannheim eingeladen. 2014 dirigierte er erstmals das Stellenbosch Vocal Ensemble (Südafrika) sowie den Chor der Universität Straßburg (Frankreich).
Neben seiner umfangreichen künstlerischen Tätigkeit widmet sich Koch seit 2000 auch verstärkt der Musikvermittlung. 2004 übernahm er einen Lehrauftrag für Musikvermittlung/Konzertpädagogik an der Hochschule für Musik und Darstellende Kunst Frankfurt am Main und 2008 die Projektleitung von „Primacanta – Jedem Kind seine Stimme“.
Seit 2011 lehrt Felix Koch als Professor für Alte Musik sowie Musikvermittlung an der Hochschule für Musik Mainz, deren Prorektor er von 2015 bis 2017 war. Im Oktober 2012 übernahm er als Dirigent des UniChors und UniOrchesters Mainz und des Gutenberg Kammerchors die Leitung des Collegium musicum der Johannes Gutenberg-Universität Mainz.

## Preise und Auszeichnungen
- 1997: Förderstipendium Musik der Landeshauptstadt Saarbrücken
- 1999: Musikpreis des BDI in der Kategorie Historische Aufführungspraxis/Barockcello
- 2008: Inventio des Deutschen Musikrates und der Yamaha Stiftung für Primacanta – Jedem Kind seine Stimme
- 2012: Robert Schumann-Preis der Frankfurter Robert Schumann-Gesellschaft[1]
- 2018: Mainzer Stadtmusiker (Auszeichnung der Stiftung Schlaraffia Moguntia für musikalische Verdienste um die Stadt Mainz)[2]
- 2022: Nominierung zum Opus Klassik in der Kategorie Chorwerkeinspielung für Georg Philipp Telemann: Kantaten. Französischer Jahrgang Vol. 1

Als Mitglied des Ensemble Mediolanum erhielt Felix Koch zahlreiche Auszeichnungen und Förderstipendien (Internationaler Telemann-Wettbewerb Magdeburg 2001, Kammermusikpreis der Polytechnischen Gesellschaft Frankfurt 2001, Förderstipendium der Deutschen Phono Akademie Hamburg 2001 sowie der Gotthardt-Schierse Stiftung Berlin 2002, ab 2003 bis 2008 Stipendiat von Yehudi Menuhin - live music now, Prelude Classical Award 2007).

## Diskografie
- Musik des deutschen Hochbarock und der Frühklassik. Concertino Saarbrücken (Skywalk, 1997)
- Kammermusik von Georg Philipp Telemann, Joseph Bodin de Boismortier, Marin Marais u. a. Aufnahme für den Bundesverband der Deutschen Industrie. Chiharu Abé, Franziska Fink, Felix Koch, Wiebke Weidanz (Motette, 1999)
- Georg Friedrich Händel: Italienische Kantaten und Kammermusik. Regina Kabis (Sopran), Concertino Saarbrücken (Ancient Music Edition, 1999)
- Carl Philipp Emanuel Bach: Magnificat. La Stagione Frankfurt, Michael Schneider (Capriccio, 2000)
- Giuseppe Sammartini: Sonaten, Sinfonien & Concerti. Ensemble Mediolanum (Christophorus, 2001)
- The Purcell Brothers – Musik von Daniel & Henry Purcell. Ensemble Mediolanum (Christophorus, 2006)
- Robert Valentine: Sonaten für Blockflöte und Basso continuo. Ensemble Mediolanum (Ramée, 2006)
- Giovanni Benedetto Platti: Ricercari – Kammermusik für Violine & Violoncello. Neumeyer Consort (Christophorus, 2007)
- Jean-Baptiste Loeillet: Musik des englischen Hochbarock. Ensemble Mediolanum (Christophorus, 2010)
- Giovanni Battista Pergolesi: Stabat mater. Ensemble Barock vokal, Neumeyer Consort, Michael Hofstetter (OehmsClassics, 2011)
- Georg Friedrich Händel: Messiah. (Ausschnitte). Ensemble Barock vokal, Neumeyer Consort, Michael Hofstetter (Oehms Classics, 2013)
- Johann Sebastian Bach: Brandenburgische Konzerte. Neumeyer Consort, (Christophorus, 2016)
- La Bizarre – Ouvertürensuiten von Georg Philipp Telemann. Neumeyer Consort, (Christophorus 2017 in Koproduktion mit dem SWR)
- Johann Sebastian Bach: Markuspassion. Gutenberg-Kammerchor, Neumeyer Consort, (Christophorus, 2018)
- Johann Sebastian Bach: Himmelfahrtsoratorium und Kantaten BWV 34, BWV 37. Gutenberg-Kammerchor, Neumeyer Consort, Felix Koch (Rondeau, 2018)
- Georg Friedrich Händel: Israel in Egypt. Gutenberg-Kammerchor, Neumeyer Consort, Felix Koch (Flexaton 2019)
- Wolfgang Amadeus Mozart:  Requiem d-Moll KV 626; Antonio Salieri: de profundis; Georg Joseph Vogler: Trauermusik. Gutenberg Kammerchor, Neumeyer Consort, Felix Koch (Rondeau, 2020 in Koproduktion mit dem SWR)
- Joseph Bodin de Boismortier: Kammermusik - Trios, Quartette, Concerto (Op. 34 & 37). Neumeyer Consort, Felix Koch (Christophorus 2021)
- Georg Philipp Telemann: Kantaten - Französischer Jahrgang 1714/1715 Vol.1. Gutenberg Soloists, Neumeyer Consort, Felix Koch (cpo 2021)